# Grevillea rhyolitica
Grevillea rhyolitica är en tvåhjärtbladig växtart. Grevillea rhyolitica ingår i släktet Grevillea och familjen Proteaceae.

## Underarter
Arten delas in i följande underarter:
- G. r. rhyolitica
- G. r. semivestita